# Power Pack
Power Pack är en superhjältegrupp skapad av Louise Simonson och June Brigman för Marvel Comics. De gjorde sin debut i maj 1984 i sin egen serietidning Power Pack #1. Gruppen består av fyra tonåringar: Alex, Julie, Jack och Katie Power.